# Oyen (Peel en Maas)
Oyen, ook wel geschreven als Oijen, is een buurtschap aan de Maas tussen Baarlo en Kessel in de Nederlandse provincie Limburg. Het gehucht valt onder de gemeente Peel en Maas (voormalige gemeente Kessel), en telt ongeveer honderd inwoners die vrijwel allemaal in boerderijen wonen. De betekenis van het woord Oijen is: vruchtbaar alluviaal land aan een waterstroom.
In Oyen staat de Mariakapel.

## Monumentale boerderijen
Een van de oudste boerderijen was De Bosakker (vroeger geschreven: De Boschakker) die zo'n 250 jaar oud was. De boerderij is in 1993 na een aantal overstromingen door de Maas gesloopt. Op ongeveer dezelfde plek is thans Kaasboerderij Mertens gebouwd.
Een andere opmerkelijke boerderij is het Huis Oijen een voormalige kasteelboerderij behorende bij het bezit van de graven van Kessel. Het huidige gebouw is opgetrokken uit lagen baksteen afgewisseld door lagen mergel, ook wel genoemd 'speksteen', en is vermoedelijk gebouwd ergens tussen 1500 en 1550.
Dorpen: Baarlo · Beringe · Egchel · Grashoek · Helden · Kessel · Kessel-Eik · Koningslust · Maasbree · Meijel · Panningen

Buurtschappen: Belgenhoek · Berg · Bong · Broek · Dekeshorst · Dijk · Donk (Kessel) · Donk (Meijel) · Driessen · Dubbroek · Egchelheide · Everlo · Groeze · 't Heeske · Hei (Baarlo) · Hei (Kessel) · Heldensedijk · Hof · In de Hoeven · Hert · Hout · Houthei · Houwenberg · Hub · Katsberg · Kaumeshoek · De Kievit · Korte Heide · Keup · Laagheide · Laar · Lange Heide · Lang Hout · Langstraat · Leeuwerik · Loo · Maris · Molenbaan · Molenhuizen · Nederweerterdijk · Onder en Eindt · Oyen · Platveld · Rinkesfort · Roggelsedijk · 't Rooth · Schafelt · Siberië · Soeterbeek · Spiesberg · Spurkt · Steenoven · Tongerlo · Vergelt · Vieruitersten · Vliegert · Vosberg · Vliegert · Witdonk · Zandberg (Helden) · Zandberg (Maasbree) · Zelen

Limburg: Steden en dorpen      Nederland: Provincies · Gemeenten